# Syrinx (musikkomposition)
 For alternative betydninger, se Syrinx. (Se også artikler, som begynder med Syrinx)
 Der er for få eller ingen kildehenvisninger i denne artikel, hvilket er et problem. Du kan hjælpe ved at angive troværdige kilder til de påstande, som fremføres i artiklen.

Syrinx er en komposition for solotværfløjte som Claude Debussy skrev i 1913. Det er en uundværlig del af en fløjtenists repertoire. Mange musikhistorikere mener, at Syrinx, som giver udøveren rigeligt med rum til fortolkning og indlevelse, spillede en vigtig rolle i udviklingen af solofløjtemusik i det tidlige 20. århundrede. Syrinx blev skrevet af Debussy uden taktstreger eller vejrtrækningstegn. Fløjtenisten Marcel Moyse tilføjede dem senere, og de fleste udgiver hans version.
Syrinx blev skrevet til det ufærdiggjorte skuespil Psyché af Gabriel Mourey. Det skulle opføres uden for scenen under skuespillet og hed "Flûte de Pan". Da en af Debussys Chansons de Bilitis allerede havde det navn, omdøbte han stykket og det fik dets endelige titel pga. myten om nymfen Syrinx, der lidenskabeligt blev forfulgt af Pan.
Stykket blev dediceret til fløjtenisten Louis Fleury.
| Musik | Spire Denne musikartikel er en spire som bør udbygges. Du er velkommen til at hjælpe Wikipedia ved at udvide den. |